# Beatrix Cenci
Beatrix Cenci es una ópera en dos actos de Alberto Ginastera, con libreto en español por Alberto Girri y William Shand, basado en la historia de la familia de Beatrice Cenci, el relato Los Cenci de Stendhal y la obra teatral Cenci de Percy Bysshe Shelley. El estreno fue el 10 de septiembre de 1971 por la Opera Society of Washington en Washington D. C., como parte de la inauguración del Centro Kennedy. La dirección escénica estuvo a cargo de Gerald Freedman, con coreografía de Joyce Trisler y dirección orquestal de Julius Rudel. 
William Shand se basa en la crónica de Stendhal respecto a este tema e intercala poemas ya existentes de Alberto Girri. La obra de Girri, con un alto sentido metafísico y un tono predominantemente intelectual con tendencia a la abstracción, se compaginó sin problemas al desarrollo de Shand.
El estreno en Argentina se produjo en el Teatro Colón de Buenos Aires el 2 de junio de 1992.

## Sinopsis
La acción se desarrolla en Roma y Rieti, a finales de 1599.

### Acto I
El conde Francesco Cenci es despreciado por el pueblo debido a su perversión. Su hija, Beatrix, y su esposa, Lucrecia, temen profundamente al conde. Beatrix busca escapar de él, para ellos, le solicita al Papa a través del prelado Orsino una autorización para casarse o bien ingresar a un convento. Sin embargo, Orsino que antes de tomar los hábitos había sido pretendiente de Beatrix destruye la carta. 
El conde Cenci organiza un banquete y un baile de máscaras. En el medio de la celebración, el conde anuncia que el motivo es celebrar la muerte de sus dos hijos en España, para después entregarse a un bacanal. Orsino le informa a Beatrix que el Papa ha rechazado su petición y le reitera su amor. Luego, el conde entra borracho en la habitación de Beatrix y la viola. Ante la atrocidad, su hermano Bernardo se esconde y Lucrecia queda paralizada del horror. 

### Acto II
En el exilio, después de enterarse del horrendo accionar de su padre, el hermano mayor de Beatrix, Giacomo, convence a Beatrix de matar a su padre. Beatrix, que desde entonces vive como una prisionera en su propio castillo, contrata a dos asesinos para la tarea, Olimpio y Marzio. Lucrecia colabora con el plan colocando en el vino de Cenci una poción para dormir. Alentados por Beatrix, los asesinos matan al conde y ocultan su cuerpo.
Bernardo agradece la paz que reina desde la muerte de su padre. Sin embargo, meses más tarde, Orsino anuncia que el cuerpo del conde ha sido descubierto. Uno de los asesinos ha sido asesinado, y el otro ha confesado el asesinato. Beatrix es arrestada por el crimen, y luego atada y torturada. Antes de ser ejecutada en el cadalso proclama: "Temo ir al infierno porque allí encontrare a mi padre". 